# Un derbedeu în cronospațiu
„Un derbedeu în cronospațiu” este o povestire științifico-fantastică a scriitorului române Victor Kernbach. Povestirea a apărut în antologiile Povestiri ciudate (1967),  Oameni și stele: din cele mai frumoase povestiri științifico-fantastice românești (1975), Povestiri științifico-fantastice (1976) și în Fugă în spațiu-timp: povestiri științifico-fantastice de autori români (1981).

## Prezentare
Un arheolog docent a descoperit în ruinele unei așezări din neoliticul timpuriu ceva foarte asemănător unei chei de desfăcut sticlele de bere și într-o necropolă antică un bidon de plastic cu o inscripție indescifrabilă. Apoi primește o scrisoare de la un coleg în care îi descrie cum a găsit o brichetă engleză cu gaz într-un tumul celt. De asemenea, și un coleg italian a găsit la Assuan, în sarcofagul unui faraon, sub mumie, două bancnote suedeze din sec. XIX.  

## În alte limbi
În limba franceză a fost tradusă ca Un vaurien dans le chronoespace în Les meilleures histoires de science-fiction roumaine de Vladimir Colin.
În limba rusă a fost tradusă în 1970 ca Бездельник путешествует во времени de Iuri Zaunchkovsky (Юрий Заюнчковский) și a apărut în colecția Nisipurile timpului (Пески веков - numele colecției este dat de povestirea „The Sands of Time” din 1937 a scriitorului american P. Schuyler Miller). A mai fost tradusă de Tatiana Voronțova (Татьяна Воронцова) și publicată în colecția Люди и звёзды (Oameni și stele) din 1978.

## Legături externe
- Laurențiu Nistorescu - Scurt tratat de cronochirurgie, srsff.ro, Apr 9, 2012